# Anolis brunneus
Anolis brunneus är en ödleart som beskrevs av  Cope 1894. Anolis brunneus ingår i släktet anolisar, och familjen Polychrotidae. Inga underarter finns listade i Catalogue of Life.